# Jenia Lano
Pour les articles homonymes, voir Lano (homonymie).
Jenia Lano (russe : Же́ня Ла́но) est une actrice russo-italienne, surtout célèbre pour son rôle récurrent comme l'Inspecteur Sheridan dans la série télévisée américaine Charmed (saisons 6 et 7).

## Biographie
Elle fait ses vrais débuts au cinéma avec le film d'horreur Shriek de David DeCoteau en 1998. Elle a fait diverses apparitions dans des films  tels que Blade, S.W.A.T. unité d'élite ou Fashionably L.A., ou des séries télévisées comme The Shield, Xena, la guerrière et NCIS : Enquêtes spéciales. En 2004, elle prête sa voix à Xenia Onatopp pour le jeu vidéo GoldenEye : Au service du Mal.
Ayant reçu sa formation à Moscou et à Rome, elle maîtrise sans peine l'anglais, le russe et l'italien.
1. ↑  (en)http://www.binaryfilm.com/5sob/jenya.html

## Filmographie
Cinéma
- 1998 : Shriek (Shrieker) de David DeCoteau : Elaine
- 1998 : Blade : femme russe
- 1999 : Fashionably L.A. : Tatiana
- 2002 : Piège sur internet (Stealing Candy) : Candy Tyler
- 2002 : New Suit : Barbie
- 2003 : The Five Stages of Beer : Audrey
- 2003 : S.W.A.T. unité d'élite : Monique
- 2004 : Killing Cupid : Valentine (autre titre : Warrior or Assassin)
- 2004 : Jam (court-métrage) : Lilac
- 2004 : Ghost Rock : Savanah Starr (autre titre de ce western : The Reckoning)
- 2005 : Erosion : Sally
- 2006 : Ten 'til Noon : Miss Milch

Télévision
- 1998 : Voilà ! (Just Shoot Me! (épisode Sewer!) : Kimmy
- 1999 : Blood Money : Chloe Beck
- 1999 : Xena, la guerrière (épisode Succession) : Mavican
- 2000 : Good Versus Evil (épisode Ambulance Chaser) : Billy Rollo
- 2000 : Diagnostic : Meurtre (Diagnosis Murder (épisode Murder at BBQ's Bob) : Hannah Bernstein, officier de police
- 2002 : Sexe et Dépendances (Off Centre, autre titre : Off Centre, appartement 6D (épisode Faking the Band) : Julie
- 2002 : The Shield (épisode The Spread) : Adriana
- 2003 : Deathlands : Le Chemin du retour : Krysty Wroth
- 2003 : Mutant X (épisode Understudy) : Nikki Rodgers
- 2004 : NCIS : Enquêtes spéciales (épisode Missing) : Carol Powers
- 2004 - 2005 : Charmed (10 épisodes, saisons 6 et 7) : Inspecteur Sheridan

## Autres médias
- 2004 : GoldenEye : Au service du Mal (GoldenEye: Rogue Agent) (jeu vidéo) : voix de Xenia Onatopp

## Récompense
- Prix du jury au festival du documentaire et de la fiction de Philadelphia (Philadelphia Documentary and Fiction Festival) de 2006 pour la meilleure actrice (Best Actress Performance) dans Killing Cupid (2004)